# Asaf ad-Dawla Mir Ali Salabat Jang
Asaf ad-Dawla, Nabab Sayyid Muhammad Khân Bahadur, Salâbat Jang est le quatrième souverain de la dynastie des Nizâm de l'Hyderâbâd en 1751. Il est le troisième fils de Mir Qamâr ad-Dîn Khân Nizâm al-Mulk Asaf Jâh Ier et le second à monter sur le trône. Il est né en 1718. Il finit déposé par son frère cadet et quatrième fils de'Asaf Jâh Ier, `Alî Khan Bahadur Nizâm al-Mulk Asaf Jâh II en juillet 1762. Il meurt assassiné en prison le 16 septembre 1763.

## Biographie
Muhyi ad-Dîn Muzaffar Jang est tué lors d'une bataille contre le Nabab de Kurnool au col de Lakkireddipalle. Asaf ad-Dawla Salâbat Jang est envoyé comme ambassadeur par son frère aîné Ghazi ad-Dîn Firuz Jang. Le 13 février 1751, Asaf ad-Dawla Salâbat Jang en profite pour se faire proclamer successeur de Muhyi ad-Dîn Muzaffar Jang dans le camp près Lakkireddipalle avec le soutien des Français. Son aîné avait cependant été reconnu par l'empereur moghol Ahmad Shâh Bahâdur comme souverain du Deccan par un décret (firman) de janvier 1751 avec le titre de Nizâm al-Mulk. Le 16 octobre 1752, Ghazi ad-Dîn Firuz Jang est empoisonné par la mère de Fateh Jang Nizâm ad-Dawla, quatrième fils d'Asaf Jâh Ier, avant d'avoir pris le pouvoir qui reste aux mains d'Asaf ad-Dawla Salâbat Jang.

### Règne
Asaf ad-Dawla Salâbat Jang reçoit le titre d'Amir al-Mamalik (commandant des royaumes) par l'empereur Azîz ud-Din Âlamgir.
Le 14 mai 1759, il est le premier souverain d'Hiderâbâd à conclure un traité avec la Compagnie anglaise des Indes orientales.

### Mort
Fateh Jang Nizâm ad-Dawla finit par déposer son aîné Asaf ad-Dawla Salâbat Jang le 8 juillet 1762. Asaf ad-Dawla Salâbat Jang meurt assassiné en prison le 16 septembre 1763.

## Héritage
Asaf ad-Dawla Salâbat Jang commence la construction du palais Chowmahalla à Hyderâbâd en 1750.